# La Rose de fer
La Rose de fer è un film del 1973, diretto da Jean Rollin.

## Trama
Due ragazzi decidono di fare una passeggiata. Per sfida, l'uomo si addentra in un cimitero, nonostante la protagonista sia scettica sulla scelta.
Arriva la notte. Quando la coppia decide di andarsene, iniziano i problemi: i giovani, infatti, sono intrappolati dentro e non riescono a fuggire. 

## Produzione
Realizzato con un budget modesto dalla casa di produzione di Jean Rollin (Les Films ABC), il film è stato interamente girato nella suggestiva Amiens.
Françoise Pascal, in precedenza, era stata scritturata per qualche ruolo minore. La Rose de fer è la prima pellicola in cui compare da protagonista.
Hugues Quester, anche lui senza particolare esperienza, parteciperà due anni dopo al cult Je t'aime moi mon plus.
Nei titoli di testa, il regista ha affermato di essersi ispirato alle opere di Tristan Corbière.

## Distribuzione
Uscito nelle sale francesi il 12 aprile del 1973, il lavoro di Rollin ha ottenuto fama grazie alle edizioni home video.
É conosciuto anche col titolo internazionale The Iron Rose.

## Accoglienza
La pellicola si discosta dal filone vampiresco, tema tipico e caro di Rollin. É recensito, sulle piattaforme internet, come uno dei migliori lavori del cineasta francese.

## Influenza culturale
La Rose de fer viene citato nel film Nekromantik.